# Cumbre del Milenio
La Cumbre del Milenio fue una reunión de numerosos líderes mundiales que duró tres días, del 6 al 8 de septiembre de 2000, celebrada en la sede de las Naciones Unidas en la ciudad de Nueva York. Su propósito fue debatir el papel de las Naciones Unidas a principios del siglo XXI. En la reunión, los líderes mundiales ratificaron la Declaración del Milenio de las Naciones Unidas. Esta reunión fue la mayor reunión de líderes mundiales de la historia hasta el año 2000. Cinco años después, se celebró la Cumbre Mundial, del 14 al 16 de septiembre de 2005.